# Гнатченко Микита Григорович

Поховання Микити Гнатченко

Мики́та Григо́рович Гнатченко (*29 травня 1888, Золочів — †1957, Нью-Йорк, США) — військовий і громадський діяч; сотник Армії УНР. Нагороджений Хрестом Симона Петлюри.

## Біографія
Народився в сім'ї Григорія Івановича та Ірини Федорівни.
У «Власноручному описі життя» зазначав:
| “1 вересня 1897 р. вступив до Золочівської місцевої 4 кляс. школи і скінчив там курси 4 травня 1903 р. 10 червня 1907 р. витримав екстерном іспит на атестат зрілості при 1-й Харьківській чоловічій гімназії. 1 вересня 1910 р. вступив однорічником в 54 п. Мінський полк як військовооб’язаний. 30 серпня 1911 року витримав іспит на прапорщика запасу і звільнений до запасу армії. 15 вересня 1911 р. вступив в число студентів Новоросійського Університету на перший курс природнього факультету, прослухавши там лекції до 8 червня 1914 р. і здавши зачоти за три курси. 30 жовтня 1911 р. проізведен в прапорщики запасу по Одеському повіту. 19 липня 1914 р. був призван по мобілізації Одеським повітовим військ. Начальником і призначен на службу в 54 п. Люблінський полк, з котрим відбув в дієву армію, пробувши там до квітня місяця 1917 р., і за той час був два рази поранений і піднесений до рангу штабс-капітана. В квітні 1917 р. призначен на службу в 234 п. запасовий полк, де був головою гарнізонної ради м. Саранська Пензенської губ., працюючи на національному ґрунті. 27 грудня 1917 р. вступив до Української армії і весь час служу в армії. 19 лютого 1921 р. взяв шлюб з Нагорською Ганною. Гнатченко Микита. 19 травня 1922 р., м. Каліш. Табор інтернованих укр. військ”. |
Автор спогаду «Січові стрільці як активна група в Армії УНР у 1919 р.».
Нагороджений Хрестом Симона Петлюри.
Похований на цвинтарі Mt Olivet (Оливна гора) у Квінсі, Нью-Йорк, США, де також похована його дружина Ганна та син Михайло (Michael)[джерело?].